# Šardice
Šardice är en ort i Tjeckien.   Den ligger i regionen Södra Mähren, i den sydöstra delen av landet, 230 km sydost om huvudstaden Prag. Šardice ligger 183 meter över havet och antalet invånare är 2 205.
Terrängen runt Šardice är platt. Runt Šardice är det ganska tätbefolkat, med 192 invånare per kvadratkilometer. Närmaste större samhälle är Hodonín, 14,9 km sydost om Šardice. Trakten runt Šardice består till största delen av jordbruksmark.